# Carlo Pelanda
Carlo Pelanda (Tolmezzo, 17 aprile 1951) è un politologo ed economista italiano.

## Biografia
Dottore in Scienze politiche (Università degli Studi di Trieste, 1977) è specializzato in studi strategici, scenari internazionali ed economici e teoria dei sistemi. Dal 1989 è professore aggiunto (part-time) di Scienze politiche e Relazioni internazionali presso la University of Georgia di Athens, ed è co-direttore di Globis (Centro per gli studi globali) presso la medesima università. In Italia è editorialista de Il Foglio, Libero, La Verità, L'Arena e Il Sussidiario. Fa parte della Fondazione Italia USA. Nel  settore degli affari offre consulenze relative alle strategie aziendali e finanziarie, ed è presidente di un gruppo finanziario.

## Pensiero

### Geopolitica economica
Nel libro “La grande alleanza” (2007) Pelanda  osserva che il sistema di governo centrato sul predominio degli Stati Uniti, sul dollaro e sui criteri occidentali nelle istituzioni internazionali, è in via di esaurimento. Gli Stati Uniti restano la potenza singola principale del pianeta, ma sono ormai troppo “piccoli” per esercitare da soli la funzione ordinatrice globale come hanno fatto dal 1945 ai primi anni del 2000. Le tendenze correnti mostrano che è in atto la formazione di blocchi regionali o meganazioni con interessi divergenti. Tale scenario porterà ad una governabilità sempre più debole dell'economia globale e dei problemi di sicurezza e quindi all'aumento del rischio di destabilizzazione dell'intero pianeta. Pelanda  propone un nuovo soggetto di governance globale che non sia il G-20, o analogo tavolo di potenze troppo diluito,  ma un'alleanza tra le democrazie  fondata sulla convergenza euroamericana. Il progetto punta all'integrazione dell'Occidente per continuare ad essere pilastro del mondo.

### Teoria del  mercato  globale
Alla fine degli anni '90 ha lavorato con Paolo Savona in un progetto comune basato sulla seguente missione di ricerca: “non può esistere un mercato globale stabile senza un'architettura politica che sia altrettanto globale”. Da questi studi, pubblicati nei libri “Sovranità & ricchezza” (2001) e “Sovranità e fiducia” (2005), sono emerse due conclusioni: 
- la sovranità (economica)  nazionale resta l'unità d'analisi principale  del mercato globale;
- per renderlo equilibrato bisogna creare una relazione bilanciata tra esigenze economiche delle nazioni  e tra queste e gli agenti sovranazionali (Teoria della sovranità bilanciata).

### Teoria delle garanzie
Nei primi anni '90 ha iniziato una linea di ricerca, tuttora attiva, finalizzata a trasformare i modelli di welfare per renderli  sostenibili. Ha inventato il concetto di “garanzia attiva”, di investimento, contrapposto a quello di “garanzia passiva” redistributiva. In materia di riforma dei modelli di garanzie ha pubblicato “Lo Stato della crescita”, 2000 e “Formula Italia” 2010 e proposto un modello  di nuove garanzie applicabili sia in Europa sia in America nel libro, con Giulio Tremonti, “Il fantasma della libertà”, 1995.       

### Teoria della vulnerabilità
Dagli anni '70 ai primi '90 si è occupato di ricerche sui rischi e sulle emergenze di massa. Il suo contributo principale è stato quello di integrare con una nuova “Teoria della vulnerabilità” 1984, l'analisi classica del rischio, concetto poi trasferito alle sue proposte per la gestione e prevenzione delle crisi economiche.

### Teoria dei sistemi
L'evoluzione del pensiero sistemico è stata l'interesse principale di Pelanda fin dagli inizi della sua carriera intellettuale. Ma mentre si specializzava nella materia questo campo di studi era sempre meno frequentato nel sistema universitario perché considerato troppo generalista ed ha dovuto proseguire i suoi studi di sistemica  nell'ambito di altre discipline e come applicazioni a queste. Per questo motivo tutti i suoi lavori nelle discipline settoriali sono ispirati alla visione sistemica. Le sue innovazioni nel pensiero sistemico “specifico”, sono: 
- la definizione della natura convenzionale del “sistema” e della sua applicazione come linguaggio supersintetico;
- una specificazione tecnica del modello di “sistema chiudente”  per separarlo da quello di “sistema relazionale”;
- l'uso del linguaggio sistemico per semplificare le analisi metodologiche, epistemologiche  e gnoseologiche (Sistemica evoluzionistica, 1991).

Da anni sta preparando il volume “La nuova filosofia dei sistemi” i cui contenuti sono anticipati in un'intervista a Pelanda da parte di Ferruccio Sangiacomo nel libro “Destino e sistema”, 2006. 

### Ideologia
In campo politico Pelanda è portatore dell'ideologia liberista, ma con la consapevolezza che la  libertà è conseguenza di un investimento di qualificazione  della società e va organizzata entro istituzioni che la difendano. In generale, propugna l'idea di “Nuovo progresso” basato sulla fiducia che tecnologia e conoscenza siano i risolutori più potenti dei problemi della condizione umana. Si definisce, infatti, un illuminista futurizzante (“Futurizzazione”, 2003)